# Tolagnaro
(G. Cambillard)
Tolagnaro, nota anche come Tôlanaro, Tôlan̈aro, Taolanaro, Taolagnaro, Tôlagnaro, Tôla, Faradofay, o col vecchio nome coloniale di Fort-Dauphin, è un comune urbano (firaisana) della provincia di Toliara, all'estremo sudorientale del Madagascar. È il capoluogo della regione di Anosy. Ha una popolazione di circa 68 000 abitanti.
Tolagnaro viene talvolta definita la "costa azzurra" del Madagascar, e rappresenta un polo turistico opposto a Nosy Be (all'estremo nord). Oltre alle spiagge, Tolagnaro è nota per le rovine portoghesi, le pittoresche tombe dell'etnia Mahafaly, la vegetazione (nella zona sono comuni tra l'altro le piante carnivore e i baobab) e la vicinanza con la celebre riserva naturale di Berenty.
Oggi gran parte della città è nelle mani di Jean de Heaulme, proprietario di diversi alberghi di lusso, della riserva di Berenty e di gran parte del terreno.

## Storia

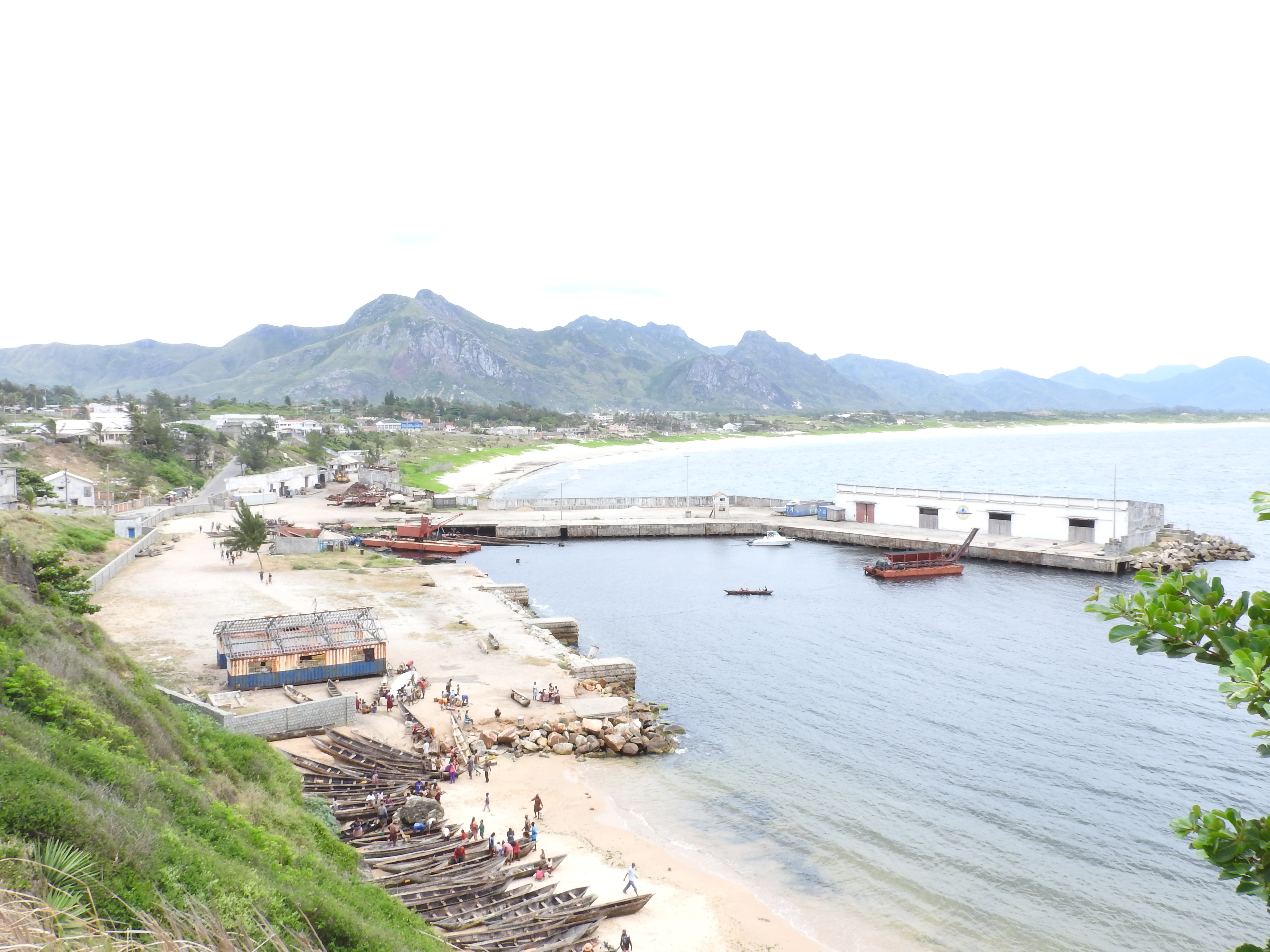
Veduta del porto vecchio

La città di Tolagnaro nacque come insediamento europeo. I primi ad accamparsi qui furono un gruppo di naufraghi portoghesi, poi cacciati dalla popolazione locale Antanosy. Nel 1642 giunsero i francesi della Compagnia Francese delle Indie Orientali, con una spedizione guidata da un certo Sieur Pronis, passato alla storia come persona non proprio integerrima. I coloni costruirono nel 1643 l'insediamento che battezzarono "Fort Dauphin" in onore del "Delfino", il principe di Francia, ovvero il futuro Luigi XIV. I coloni (circa un centinaio) non trovarono granché da produrre o commerciare, e soffrirono le malattie tropicali e i rapporti non semplici con gli Antanosy. Nonostante una buona convivenza iniziale (caratterizzata anche da matrimoni fra francesi ed esponenti della nobiltà malgascia), alla fine si giunse al conflitto; dopo uno scontro particolarmente cruento, i francesi sopravvissuti evacuarono, abbandonando definitivamente il forte nel 1674. Uno di questi coloni rimpatriati era Étienne de Flacourt, governatore francese del Madagascar per un breve periodo, a cui si deve l'omonimo Fort Flacourt, di cui restano le rovine. Flacourt è ricordato anche per aver scritto la Storia della grande isola del Madagascar, un libro che rimase fino al XIX secolo una delle principali fonti di informazioni sul Madagascar. Qualche tempo dopo la fuga dei coloni di Pronis, i francesi tornarono a Fort Dauphin per istituirvi un porto per il commercio degli schiavi. Il porto si sviluppò e nel XIX secolo divenne parte della colonia francese in Madagascar.

## Infrastrutture e trasporti
La città è sede di un aeroporto civile (codice IATA: FTU); è anche servita dal Porto d'Ehoala.